# Violenbach (Ergolz)
Der Violenbach (auch Fielenbach) ist ein etwa acht Kilometer langer Bach in der Nordwestschweiz und ein rechter Zufluss der untersten Ergolz. 

## Name
Der schriftliche Erstbeleg des Baches lautet Fielinen (1355). Der Name leitet sich vom romanischen Wort *vialīna mit der Bedeutung 'Strassenbächlein, Bächlein an der
Strasse' ab.

## Geographie

### Verlauf
Der Violenbach entspringt auf 450 Metern bei Sennweid, dass zur Gemeinde Olsberg AG gehört, und fliesst zunächst nordwärts. Kurz vor Olsberg wendet er sich dann auf längeren und recht beständigen Lauf nach Westnordwesten bis zur Mündung.
Er ist auf fast seiner gesamten Länge Grenzbach zwischen den Kantonen Aargau rechts und Basel-Landschaft links und trennt dabei die Orte Olsberg AG und Olsberg BL (heute zur Gemeinde Arisdorf) sowie Augst BL und Kaiseraugst AG; alleine die baselländische Gemeinde Giebenach am Beginn des unteren Laufdrittels reicht etwas über den Bachlauf hinüber nach Norden. 
Der Violenbach mündet schliesslich bei Augst auf einer Höhe von 261 m ü. M. von rechts etwa einen halben Kilometer vor deren eigener Mündung in die Ergolz. Der etwa 8 km lange Lauf des Violenbachs endet damit ungefähr 189 Höhenmeter unterhalb seiner Quelle, er hat somit ein mittleres Sohlgefälle von etwa 24 ‰.

### Einzugsgebiet
Das 16,9 km² grosse Einzugsgebiet des Violenbachs liegt im Schweizer Jura Gebirge und wird durch ihn über die Ergolz und den Rhein zur Nordsee entwässert.
Es besteht zu 34,9 % aus bestockter Fläche, zu 51,9 % aus Landwirtschaftsfläche, zu 13,1 % aus Siedlungsflächen und zu 0,1 % aus unproduktiven Flächen.
Flächenverteilung
Die mittlere Höhe des Einzugsgebietes beträgt 425,8 m ü. M., die minimale liegt bei 425,8 m ü. M. und die maximale bei 636 m ü. M.

### Zuflüsse
Der Violenbach hat nur einen grösseren Zufluss.
- Arisdörferbach, von links und Südosten auf etwa 311 m ü. M. in Giebenach

## Hydrologie
Bei der Mündung des Violenbachs in die Ergolz beträgt seine modellierte mittlere Abflussmenge (MQ) 260 l/s. Sein Abflussregimetyp ist pluvial jurassien und seine Abflussvariabilität beträgt 24.